# Stwardnienie rozsiane
Stwardnienie rozsiane (łac. sclerosis multiplex, SM) – przewlekła, zapalna, demielinizacyjna choroba ośrodkowego układu nerwowego, w której dochodzi do wieloogniskowego uszkodzenia (demielinizacji i rozpadu aksonów) tkanki nerwowej.
Choroba ma najczęściej przebieg fazowy, z okresami zaostrzeń i remisji. Częstość jej występowania zależy od rejonu geograficznego i waha się od 2 do 150 na 100 000 ludności w zależności od kraju i konkretnej populacji. Stwardnienie rozsiane zostało po raz pierwszy opisane w 1868 roku przez Jeana-Martina Charcota. Dotyczy najczęściej osób młodych, ze szczytem występowania między 20. a 40. rokiem życia, i nieznaczną przewagą zachorowań u kobiet niż mężczyzn.
W ogólnym rozumieniu SM jest chorobą dotyczącą komórek nerwowych (neuronów), glejowych (oligodendrocyty), komórek odpornościowych mózgu (mikroglej) w której dochodzi do uszkodzenia osłonki mielinowej wokół wypustek komórek nerwowych, co powoduje niemożność prawidłowego przekazywania impulsów wzdłuż dróg nerwowych w mózgowiu i rdzeniu kręgowym. Określenie „rozsiane” odzwierciedla rozrzucenie procesu patologicznego w różne miejsca układu nerwowego, jak również odstęp zmian w czasie.
Aktualnie uważa się, iż stwardnienie rozsiane jest chorobą autoimmunologiczną, w której układ odpornościowy gospodarza zwalcza komórki własnego organizmu, w tym przypadku w tkance nerwowej. Mniej powszechny jest pogląd o neurodegeneracyjnym charakterze o niejasnym podłożu metabolicznym. Niektóre badania wskazują na zależność między występowaniem stwardnienia rozsianego a konsumpcją mleka (a konkretnie białek błony otaczającej kuleczkę tłuszczową mleka, MFGM). Rozważa się również rolę zakażeń wirusowych (np. wirusem Epsteina-Barr) oraz pewnych innych, nieznanych czynników środowiskowych. Niektórzy wskazują również na znaczenie niedoboru witaminy D przede wszystkim w dzieciństwie. Najnowsze doniesienia wskazują również, że przyczyną SM może być przewlekła mózgowo-rdzeniowa niewydolność żylna.
Stwardnienie rozsiane może powodować wiele objawów i zespołów objawów; najczęściej są to zaburzenia ruchowe, czuciowe, móżdżkowe (zaburzenia równowagi), zaburzenia widzenia, zaburzenia autonomiczne, zespoły bólowe oraz objawy psychiatryczne: zaburzenia poznawcze i zaburzenia nastroju. Częstym objawem jest również przewlekłe zmęczenie. Stwardnienie rozsiane jest jedną z najczęstszych przyczyn niepełnosprawności u osób młodych, aczkolwiek wielu pacjentów może doświadczać łagodnego przebiegu.
Stwardnienie rozsiane może przyjąć jedną z poniższych form:
- postać rzutowo-remisyjną (relapsing-remitting)
- postać wtórnie postępującą (secondary progressive)
- postać pierwotnie postępującą (primary progressive)
- postać postępująco-nawracającą (progressive relapsing).

Obecnie nie jest znane leczenie przyczynowe stwardnienia rozsianego, jednak znaczna liczba chorych na świecie i prowadzący do niepełnosprawności przebieg choroby sprawiają, że na świecie przeprowadza się liczne próby lecznicze z coraz to nowymi substancjami.

## Historia
Francuski neurolog Jean-Martin Charcot był pierwszym, który przedstawił stwardnienie rozsiane jako odrębną jednostkę chorobową; dokonał tego w 1868 roku. W podsumowaniu wcześniejszych doniesień naukowych i samodzielnych obserwacji klinicznych oraz patologicznych nazwał chorobę sclerose en plaques. Trzy objawy SM znane są dziś jako triada Charcota, są to: dyzartria, ataksja i drżenie. Charcot opisał też zmiany poznawcze u pacjentów z SM, u których rozpoznał „wyraźne osłabienie pamięci” i „spowolnienie myślenia”.
Przed Charcotem opisy wielu klinicznych obserwacji choroby przedstawili McKenzie w 1840 roku, Robert Hooper, brytyjski patolog i praktykujący lekarz, Robert Carswell, brytyjski profesor patologii, i Jean Cruveilhier, francuski profesor anatomii patologicznej. Friedrich von Frerichs i Valentiner jako pierwsi określili nawroty jako cechę charakterystyczną choroby w 1849 roku. Georg Eduard Rindfleich w 1863 roku opisał ogniskową naturę zmian. Charcot cytował też starsze prace Frommanna, Ordensteina, Boucharda i Vulpiana.
W późniejszych latach odrębne postaci choroby, uważane niekiedy za odrębne jednostki chorobowe, opisywali Eugène Devic, Jozsef Balo, Paul Ferdinand Schilder, i Otto Marburg; obecnie określa się tę grupę chorób jako graniczne (borderline) postaci stwardnienia rozsianego.
Zachowało się wiele historycznych przekazów o ludziach minionych epok, którzy przypuszczalnie chorowali na stwardnienie rozsiane. Święta Ludwina z Schiedam, holenderska zakonnica, mogła być jedną z nich. Od 16 roku życia do śmierci w wieku 53 lat cierpiała od nawrotów bólu, miała słabość kończyn dolnych i słabnący wzrok – objawy typowe dla SM. Około sto lat więcej liczy historia z Islandii o młodej kobiecie imieniem Halla, która nagle straciła wzrok i zdolność mowy, ale po siedmiu dniach modlitw do świętych odzyskała je. Książę August Fryderyk d’Este, nieuznany wnuk króla Jerzego III niemal na pewno chorował na SM. D’Este pozostawił szczegółowe wspomnienia dokumentujące 22 lata jego choroby. Pisanie pamiętnika rozpoczął w 1822, a ostatni wpis pochodzi z 1846. Pierwsze objawy choroby księcia pojawiły się, gdy miał 28 lat: była to przejściowa utrata wzroku po tym, jak uczestniczył w pogrzebie przyjaciela. W przebiegu choroby pojawiły się u niego słabość nóg, niezdarność rąk, drętwienie, zawroty głowy, zaburzenia funkcji pęcherza moczowego i impotencja. W 1844 roku zmuszony był zacząć korzystać z wózka. Pomimo choroby, jego podejście do życia pozostało optymistyczne.
Innym wczesnym przekazem o SM jest pamiętnik W. N. P. Barbelliona, opublikowany w 1919 jako The Journal of a Disappointed Man.

## Objawy i przebieg
Stwardnienie rozsiane może wywoływać całą gamę objawów, włączając w to zaburzenia czuciowe (niedoczulica, przeczulica, parestezje), osłabienie siły mięśniowej, kurcze mięśniowe, trudności w poruszaniu się, w koordynacji ruchowej i utrzymaniu równowagi. Mogą pojawić się również: problemy z mową (tzw. mowa skandowana przy uszkodzeniach móżdżku), połykaniem (dysfagia), widzeniem (np. spadek ostrości wzroku, oczopląs, widzenie podwójne), nasilone zmęczenie, ostre lub przewlekłe zespoły bólowe. Objawy porażenia międzyjądrowego, zwłaszcza u młodego pacjenta i porażenia obustronnego, powinny budzić podejrzenie SM. Częste są również zaburzenia poznawcze różnego stopnia oraz objawy depresji lub labilnego afektu. Ponadto często dochodzi do zaburzeń zwieraczy takich jak nietrzymanie moczu, nagłe parcie na mocz, zatrzymanie moczu, zaparcia. Pacjenci skarżą się również na uczucie „przebiegania prądu” wzdłuż kręgosłupa (tzw. objaw Lhermitte’a), choć nie jest to objaw patognomoniczny dla SM. Ból neuropatyczny jest najczęstszym rodzajem bólu w SM przynoszącym cierpienie i trudnym w leczeniu. Jest opisywany jako stały, uciążliwy, piekący lub jako intensywne mrowienie. Najczęściej występuje w kończynach dolnych. Parestezje mają postać mrowienia, ciarek, piekących bólów, uczucia ucisku, oraz powierzchni skóry o podwyższonej wrażliwości. Bóle związane z parestezjami mogą być gniotące, kłujące, pulsujące, opinające i mogą wywoływać uczucie zdrętwienia.
Głównym narzędziem oceny nasilenia objawów i niepełnosprawności, szeroko stosowaną także w badaniach naukowych, jest skala EDSS, czyli rozszerzona skala stanu niepełnosprawności (ang. Expanded Disability Status Scale).
Początkowe objawy są zazwyczaj przemijające, łagodne i samoograniczające się. Z tego też względu mogą nie powodować niepokoju i nie zmuszają do wizyty u lekarza. Często natomiast są ujawniane podczas dokładnego wywiadu retrospektywnie. Do tych objawów należą:
- zmiany czucia w kończynach lub na twarzy (33%)
- całkowite lub częściowe zaniewidzenie (16%)
- epizody podwójnego widzenia (7%)
- osłabienie (13%)
- niestabilność chodu (5%)
- problemy z utrzymaniem równowagi (3%).

Do nieco rzadszych objawów można zaliczyć afazję lub MS zaburzenia psychiczne. 15% pacjentów przejawia kilka objawów, gdy po raz pierwszy poszukują pomocy lekarskiej. Zapalenie nerwu wzrokowego lub miejscowe osłabienie siły nóg może prowadzić do upadków i innych poważnych wypadków. W niektórych przypadkach pierwsze objawy są poprzedzone ogólnoustrojową infekcją, urazem lub nasilonym wysiłkiem fizycznym.
Charakterystyczne dla SM są rzuty choroby. Rzutem nazywa się wystąpienie nowego objawu lub nasilenie już istniejącego, trwające 24 godzin i więcej i powodujące pogorszenie stanu chorego o 1 i więcej pkt w skali EDSS.

### Pęcherz moczowy
Problemy z pęcherzem moczowym występują u 70-80 procent pacjentów z SM, co ma duże znaczenie zarówno dla zwyczajów higienicznych, jak i aktywności społecznej. Są one najczęściej związane z wysokim stopniem niepełnosprawności oraz objawami piramidowymi w kończynach dolnych.

## Diagnostyka
Stwardnienie rozsiane trudno jest rozpoznać na jego wczesnym etapie. W rzeczywistości pewna kliniczna diagnoza SM może być postawiona po wystąpieniu dwóch rzutów choroby lub po wykazaniu w badaniu obrazowym rozsiania zmian w czasie (tzn. wykazanie nowych zmian w MRI po okresie nie krótszym niż 30 dni). Do celów klinicznych i naukowych stosuje się tzw. kryteria McDonalda, opracowane w tym celu w roku 2001.
W przeszłości używane były różne kryteria rozpoznawania SM, jak np. kryteria Schumachera lub Posera. Obecnie obowiązującymi są kryteria McDonalda, będące stanowiskiem międzynarodowego panelu ekspertów w dziedzinie stwardnienia rozsianego. Oparte są one na danych klinicznych, wynikach badań dodatkowych tj. MRI głowy, potencjałów wywołanych i badaniu płynu mózgowo-rdzeniowego. Obecnie eksperci posługują się również tzw. Rewizją z 2005 kryteriów McDonalda.

Animacja ukazująca rozsianie w czasie i przestrzeni zmian w mózgu na wykonywanych co miesiąc obrazach MRI

- Same dane kliniczne mogą być wystarczające do rozpoznania choroby, o ile pacjent przebył minimum dwa izolowane rzuty polegające na wystąpieniu typowych deficytów neurologicznych. Muszą one trwać przynajmniej 24 godziny, a odstęp między nimi musi wynosić przynajmniej miesiąc. Jeśli w chwili oceny chorego dysponujemy takimi danymi, a podczas badania neurologicznego stwierdzane są odchylenia, wówczas diagnoza SM może być postawiona bez konieczności dalszych badań. W przypadku przebycia tylko jednego rzutu przed postawieniem diagnozy i leczeniem potrzebne są badania dodatkowe.
- Do badań dodatkowych pomocnych w rozpoznawaniu należą: magnetyczny rezonans jądrowy (MRI) mózgu i rdzenia kręgowego, badanie płynu mózgowo-rdzeniowego, wzrokowe, pniowe i somatosensoryczne potencjały wywołane.
  - MRI – badanie wykazuje typowo obszary demielinizacji w obrębie istoty białej mózgowia w sekwencji T2-zależnej oraz sekwencji FLAIR. Gadolin jest podawany jako środek kontrastowy w celu uwidocznienia zmian aktywnych zapalnie, które ulegają wzmocnieniu po jego podaniu w obrazach T1-zależnych. Jest możliwe, że MRI uwidoczni zmiany nieobecne w badaniach poprzednich a bezobjawowe klinicznie. Ponieważ MRI może ujawnić nowe zmiany nie dające objawów klinicznych, jest badaniem dostarczającym dowodów na przewlekłość schorzenia, niezbędnym do postawienia ostatecznego rozpoznania.
  - Badanie płynu mózgowo-rdzeniowego – płyn pobierany jest drogą punkcji lędźwiowej i badany na obecność prążków oligoklonalnych. Są one znajdowane w 85–90% przypadków SM. Są to immunoglobuliny produkowane przez kilka, kilkanaście pobudzonych klonów komórek plazmatycznych wewnątrz układu nerwowego (nie są to przeciwciała z surowicy). Znajdowane są także w innych zapalnych i zakaźnych chorobach układu nerwowego[29]. W badaniu płynu stwierdza się również wzrost wskaźnika Linka-Tiblinga, chociaż jest to nieswoisty test. W połączeniu z badaniem MRI głowy lub rdzenia kręgowego stanowi ważny element procesu diagnostyki i może pomóc w pewnym rozpoznaniu SM.
  - W mózgu osoby chorej na SM dochodzi do zaburzenia przewodzenia impulsów nerwowych co znajduje odzwierciedlenie w nieprawidłowych wynikach badania tzw. potencjałów wywołanych (wzrokowych, pniowych, somatosensorycznych). Wydłużone latencje mogą ujawnić istniejący proces demielinizacyjny nawet pod nieobecność objawów klinicznych. Badanie to jest także ważne przy ustalaniu rozpoznania SM, np. w przypadku przebytego tylko jednego rzutu choroby[30].

Kolejnymi testami pomocnymi w diagnostyce SM mogą być testy w kierunku obecności przeciwciał przeciw białkom mieliny takim jak: glikoproteina mieliny oligodendrocytów (MOG) lub zasadowe białko mieliny (MBP – myelin basic), aczkolwiek ich przydatność kliniczna nie została do końca potwierdzona. Koherencyjna tomografia optyczna siatkówki oka jest także w trakcie badań, głównie jako narzędzie do mierzenia odpowiedzi na leczenie i stopnia degeneracji aksonalnej.

### Diagnostyka różnicowa
Objawy SM mogą być podobne do objawów wielu innych schorzeń układu nerwowego z kręgu demielinizacyjnych, takich jak: choroba Devica, choroba Schildera, stwardnienie koncentryczne Baló, choroba Marburga. Wśród innych chorób neurologicznych, które przebiegiem mogą przypominać SM należą również: udar mózgu, ostre rozsiane zapalenie mózgu i rdzenia, infekcje ośrodkowego układu nerwowego (np. choroba z Lyme, gruźlica, bruceloza),
guzy mózgu oraz inne choroby autoimmunologiczne jak np. toczeń układowy trzewny czy choroba Behçeta. Stwardnienie rozsiane należy również różnicować z chorobami takimi jak pierwotny zespół antyfosfolipidowy, neurosarkoidoza, zespół Arnolda-Chiariego, rodzinne porażenie kurczowe, chłoniaki, leukodystrofie o późnym początku, zapalenie naczyń mózgowych, naczyniaki jamiste i malformacje tętniczo-żylne. Czasami konieczne są dodatkowe badania celem wykluczenia powyższych schorzeń o podobnym przebiegu.

## Przebieg choroby

Wykres przedstawiający typy przebiegu choroby

Przebieg choroby jest trudny do ustalenia na początku choroby. Możliwe jest zatrzymanie się procesu chorobowego, jak również dalszy powolny postęp schorzenia. Opisano kilka wzorców przebiegu choroby, a oparte są one na podstawie dotychczasowego jej przebiegu. Rozróżnienie to jest ważne nie tylko ze względu na diagnozę, ale także z uwagi na sposób leczenia i ocenę możliwości odpowiedzi leczniczej. W 1996 roku Narodowe Stowarzyszenie Stwardnienia Rozsianego w USA wyróżniło następujące postacie przebiegu SM.

### Rzutowo-remisyjna
Ten typ przebiegu dotyczy na początku choroby blisko 85–90% wszystkich pacjentów. Charakteryzuje się występowaniem tzw. rzutów, czyli nagłych objawów uszkodzenia układu nerwowego, które mogą być objawami nowymi lub stanowić pogorszenie istniejących. Rzuty są poprzedzielane różnym okresem względnej stabilizacji trwającej od kilku miesięcy do kilku lat. Objawy pojawiające się w czasie rzutu mogą całkowicie się wycofać lub częściowo pozostać. W sytuacji kiedy wycofują się całkowicie można uznać chorobę za łagodnie postępującą.

### Wtórnie postępująca
Postać wtórnie postępująca dotyczy ok. 80% chorych z postacią rzutowo-remisyjną po wielu latach trwania choroby. Po wielu rzutach kumulujące się ubytkowe objawy neurologiczne doprowadzają do postępującej niepełnosprawności. Postać ta jest najczęstsza w późnych fazach choroby po wielu latach jej trwania i prowadzi do największej niepełnosprawności.

### Pierwotnie postępująca
Dotyczy ok. 10% pacjentów, u których po pierwszych objawach choroby nie obserwuje się remisji i chociażby częściowego cofnięcia objawów. Pogorszenie następuje stopniowo bez ewidentnych zaostrzeń. Postać ta częściej dotyczy osób z późnym początkiem choroby.

### Postępująco-nawracająca
Dotyczy tych pacjentów, którzy od samego początku prezentują postępujące pogorszenie z epizodami zaostrzeń. Jest to najrzadsza z form SM.
Niemniej jednak najwcześniejszą kliniczną manifestacją postaci rzutowo-remisyjnej SM jest klinicznie izolowany zespół (CIS, od clinically isolated syndrome). W klinicznie izolowanym zespole dochodzi do podostrego przebiegu wskazującego na demielinizację, lecz kryteria rozpoznania SM u pacjenta nie są spełnione. W kilku badaniach wykazano, że leczenie interferonami w czasie początkowego przebiegu choroby może zmniejszyć ryzyko rozwinięcia się klinicznego SM. Przypadki podejrzewane o SM w czasie przed wystąpieniem klinicznie izolowanego zespołu są czasami określane jako możliwe przedkliniczne przypadki SM.

### Podobne choroby
Opisywanych jest kilka innych postaci stwardnienia rozsianego jednak większość badaczy przedmiotu ma wątpliwości czy są to różne klinicznie prezentacje stwardnienia rozsianego, czy też raczej różne jednostki chorobowe o podobnym demielinizacyjnym charakterze. Wśród schorzeń tych znajdują się:
- choroba Devica (NMO – neuromyelitis optica)
- stwardnienie koncentryczne Baló
- choroba Schildera
- choroba Marburga[43].

## Czynniki wyzwalające rzuty choroby
Rzuty w SM są często nieprzewidywalne i mogą się pojawić bez jakichkolwiek wcześniejszych czynników inicjujących. Jednak czasami czynnikiem spustowym (triggerem) może być pora roku (częściej wiosną i latem, co wiąże się z niekorzystnym wpływem wyższej temperatury otoczenia), jak również infekcje wirusowe, głównie górnych dróg oddechowych: przeziębienia, grypa, nieżyt żołądkowo-jelitowy.
Wśród innych stanów mogących zapoczątkować rzut wymienia się również stres emocjonalny i fizyczny (ciężka, wyczerpująca praca, brak odpoczynku), jak również jakakolwiek poważniejsza choroba ogólnoustrojowa. Ze statystycznego punktu widzenia nie ma pewnych dowodów, iż uraz fizyczny lub zabieg operacyjny wyzwalają ostry rzut SM. Ludzie chorujący na SM mogą jak najbardziej uczestniczyć we wszystkich zajęciach sportowych i aktywności fizycznej w zakresie na jaki pozwala im sprawność ruchowa, aczkolwiek nie powinny to być forsowne ćwiczenia fizyczne ani sport wyczynowy (np. maraton), ponieważ ciepło może nasilać objawy. Chorzy często unikają korzystania z sauny, a nawet gorących pryszniców (fenomen ten jest znany jako objaw Uhthoffa, jednak podwyższona temperatura nie tak często powoduje rzut choroby).
Ciąża sama w sobie nie jest stanem wyzwalającym lub zapoczątkowującym chorobę. W czasie ciąży dochodzi do zwiększonej tolerancji immunologicznej organizmu, stąd odpowiedź zapalna jest z reguły słabsza (wynika to z konieczności zahamowania ewentualnego ataku układu odpornościowego na tkankowo obcy organizm płodu). Dlatego ostatni trymestr ciąży jest nawet uważany za chroniący przed rzutem. Do zaostrzeń dochodzi jednak często w okresie połogu, kiedy ryzyko to wzrasta 20–40%. Ciąża nie wpływa również na długoterminową sprawność. Dzieci matek chorych na SM nie wykazują zwiększonego ryzyka wad wrodzonych ani innych komplikacji okołoporodowych.
Zbadano wiele innych potencjalnych czynników pod kątem wywoływania nowych rzutów. Jak się okazuje szczepienia przeciw grypie są bezpieczne dla chorych, a nawet wskazane w celu profilaktyki zachorowań na grypę (spada ryzyko rzutu związanego z infekcją wirusową). Nie ma również dowodów na szkodliwość szczepienia przeciwko WZW B, ospie wietrznej, tężcowi czy gruźlicy.

## Patofizjologia

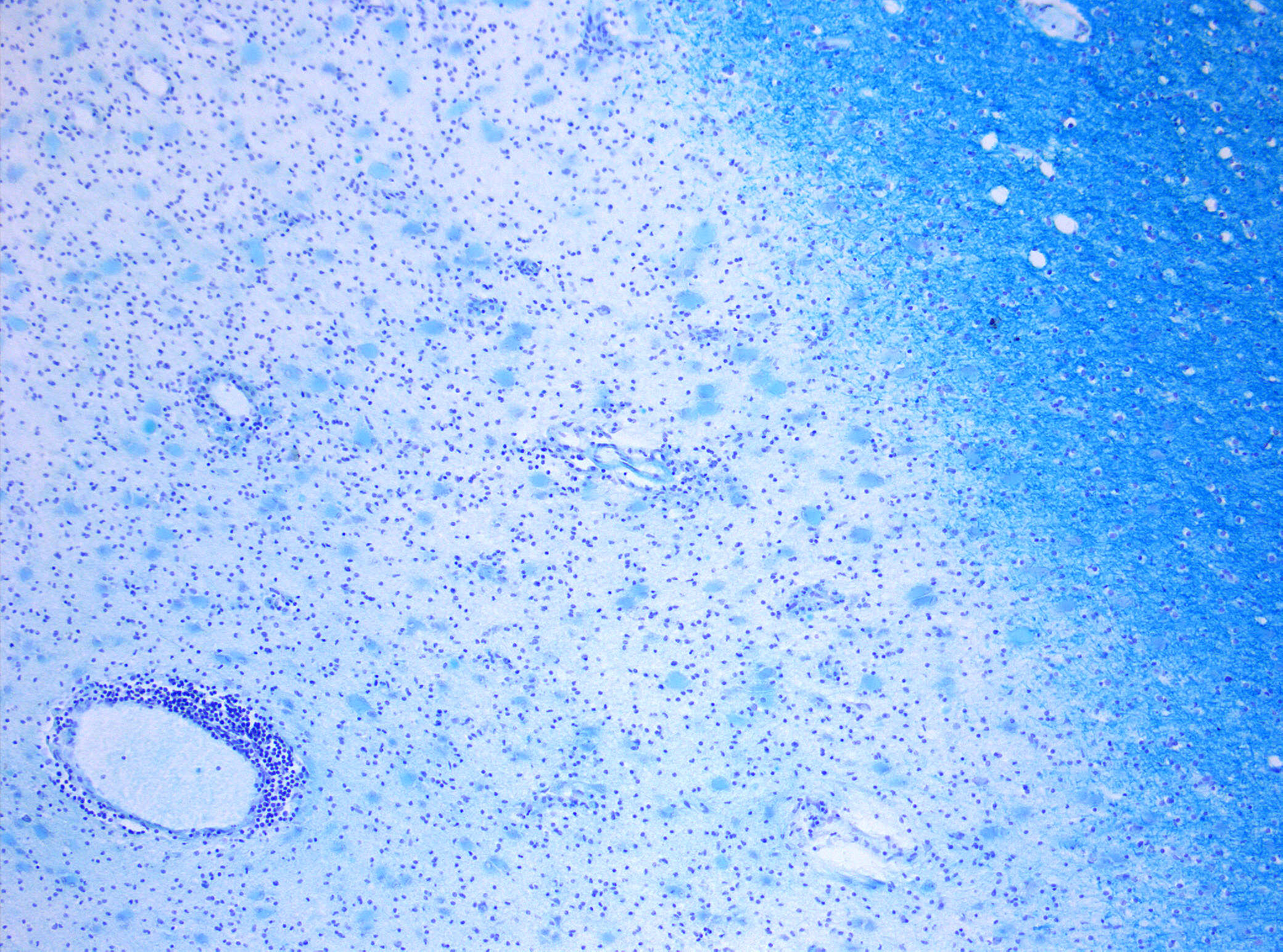
Demielinizacja w stwardnieniu rozsianym. Barwienie mieliny Klüvera-Barrera, Dostrzegalne odbarwienie w miejscu zmiany (oryginalne powiększenie 1:100)

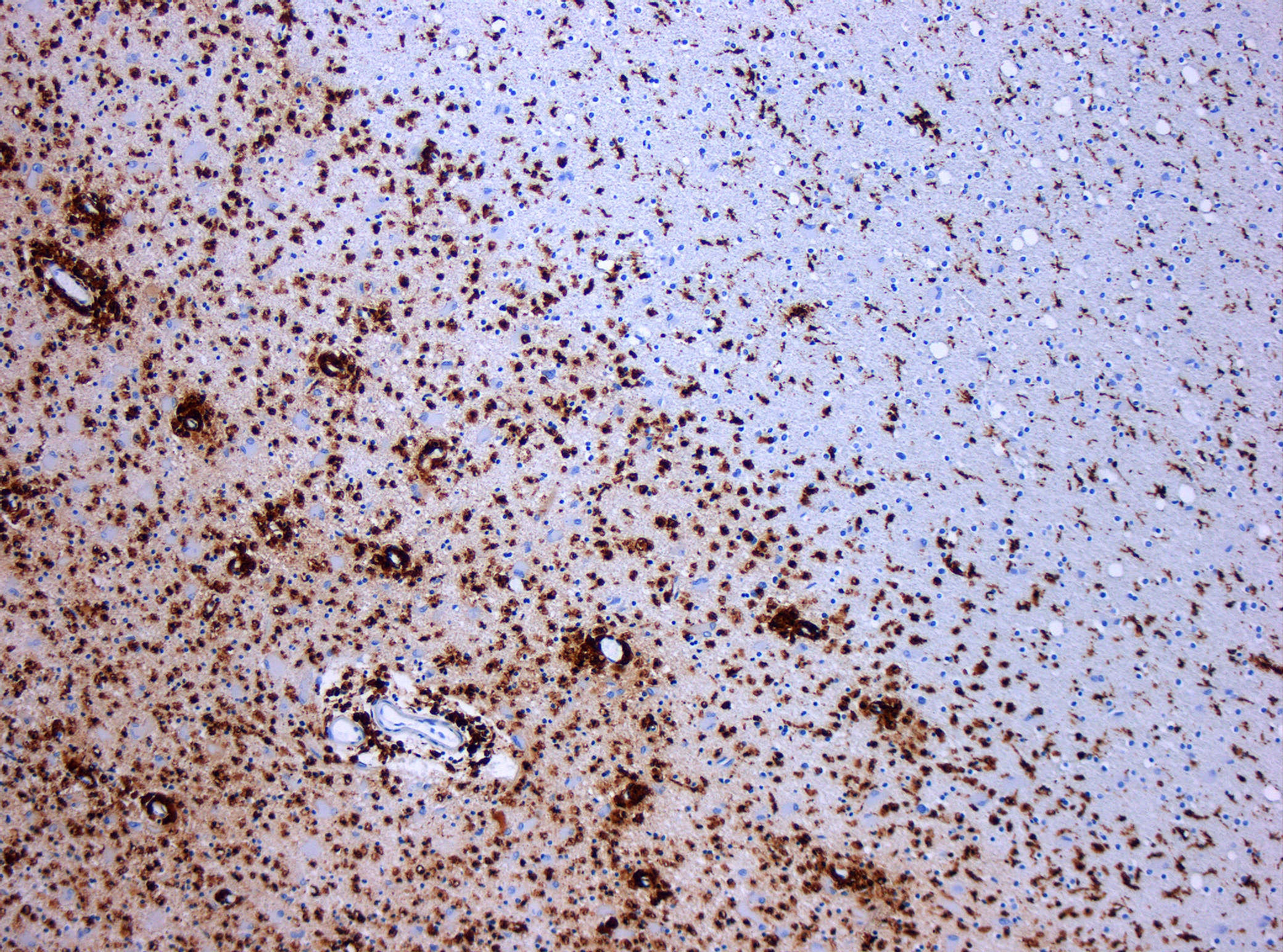
Demielinizacja w stwardnieniu rozsianym. Barwienie immunohistochemiczne na CD68 ujawnia makrofagi (brązowe) w miejscu zmiany (oryginalne powiększenie 1:100)

Chociaż dużo wiadomo na temat mechanizmów uszkodzeń zachodzących w stwardnieniu rozsianym, to przyczyny występowania stwardnienia rozsianego nie są znane. W chorobie tej dochodzi do degeneracji mieliny (substancji tłuszczowej pokrywającej aksony komórek nerwowych). Według ściśle immunologicznej teorii tłumaczącej patogenezę SM w inicjacji procesu zapalnego główną rolę odgrywają komórki T. U chorych regulatorowe limfocyty T posiadają kilkukrotnie mniejszą zdolność hamowania podziałów innych limfocytów.
Limfocyty rozpoznają mielinę jako obcą substancję i kierują przeciwko niej swoją odpowiedź. Zainicjowany proces zapalny angażuje także inne komórki układu odpornościowego, jak również cytokiny i przeciwciała. Zostaje naruszona bariera krew-mózg, co z kolei sprzyja takim uszkadzającym procesom, jak obrzęk, aktywacja makrofagów, i silniejsza aktywacja cytokin i enzymów niszczących tkanki, jak metaloproteinazy. Niedobór kwasu moczowego być może ma w tym swój udział.
Wiadomo, że we wczesnych okresach choroby zachodzi proces remielinizacji, jednak oligodendrocyty, które pierwotnie tworzą osłonkę mielinową, nie są w stanie całkowicie odbudować zniszczeń. Nowo utworzona osłonka mielinowa jest cieńsza i często nie pełni funkcji tak dobrze, jak wcześniej. Kolejne rzuty choroby doprowadzają do coraz mniejszej skuteczności remielinizacji, aż w jej miejscu (wokół aksonu) nie powstanie rodzaj blizny, tzw. blaszka lub plaka, do czego dochodzi w jednym z czterech typowych wzorców. Ośrodkowy układ nerwowy teoretycznie powinien dysponować komórkami pnia o zdolności przekształcenia się w oligodendrocyty, ale sądzi się, że nieznany czynnik nie dopuszcza tych komórek w zajęte obszary mózgu.
Zmiany w SM charakteryzują się predylekcją do pewnych obszarów mózgowia, którymi są:
- obszar wokół komór bocznych mózgu i komory trzeciej
- ciało modzelowate
- pień mózgu i połączenia pnia z móżdżkiem (w tym pęczek podłużny przyśrodkowy)
- odcinek szyjny rdzenia kręgowego
- nerwy wzrokowe.

Sam akson również może ulec zniszczeniu. Często mózg ma zdolność kompensacji zaistniałych ubytków funkcji; określa się to jako neuroplastyczność. Objawy SM rozwijają się jako wyraz kumulacji licznych uszkodzeń w mózgowiu i rdzeniu kręgowym. Ich zmienna liczba i lokalizacja to powód, dla którego poszczególni chorzy prezentują tak odmienne nasilenie objawów.

## Etiologia
Zidentyfikowano wiele czynników ryzyka dla SM, ale nie udało się znaleźć jednej bezpośredniej przyczyny choroby. Przypuszczalnie SM rozwija się jako wynik współdziałania czynników środowiskowych i predyspozycji genetycznych. Różne teorie próbują wyjaśnić, na podstawie uzyskanej wiedzy na temat schorzenia, w jaki sposób dochodzi do rozwoju choroby. Najpopularniejsza jest teoria autoimmunologiczna; wiele hipotez przyczyn SM upatruje w nieadekwatnej odpowiedzi układu odpornościowego organizmu na jeden lub wiele działających czynników środowiskowych. Wciąż proponowane są alternatywne teorie, jako że obecnie stosowane terapie oparte na immunomodulacji i immunosupresji są zbyt mało skuteczne, by można było uznać mechanizm autoimmunologiczny za wystarczający.

### Czynniki środowiskowe
Najpopularniejsze hipotezy to te o udziale infekcji wirusowej lub reaktywacji utajonego zakażenia retrowirusowego, które miałyby zainicjować późniejszą odpowiedź układu odpornościowego. Na poziomie molekularnym istniałoby podobieństwo między antygenem wirusa a własnym antygenem komórek ośrodkowego układu nerwowego, co wyjaśniałoby skierowanie odpowiedzi układu odpornościowego przeciwko własnym komórkom.
Ponieważ SM występuje częściej u ludzi żyjących dalej od strefy równikowej, postulowano udział obniżonej ekspozycji na światło słoneczne w patogenezie SM, np. za sprawą obniżonej syntezy witaminy D3. Teorię tę wspierają niedawne odkrycia, wskazujące, że witamina D jest istotnym regulatorem układu odpornościowego. Duże badanie przeprowadzone w 2006 roku przez Harvard School of Public Health wykazało większe ryzyko zachorowania przy niskim poziomie witaminy D tylko wśród białoskórych, a nie czarnoskórych. Badanie z 2007 roku wykazało, że przy braku predyspozycji genetycznych ekspozycja na światło słoneczne w dzieciństwie zmniejsza ryzyko zachorowania na SM.
Ponieważ SM jest częstsza u jedynaków, inna hipoteza mówi, że zmniejszona ekspozycja na antygeny czynników zakaźnych w dzieciństwie ma związek z późniejszą predyspozycją do nieadekwatnej odpowiedzi immunologicznej, mającej miejsce w SM. Wyjaśniać mogłaby to dysproporcja między limfocytami Th1 zwalczającymi infekcje a limfocytami Th2, bardziej aktywnymi w alergiach i mającymi większy udział w autoagresji.
Inne teorie przedstawiają SM jako wyraz odpowiedzi immunologicznej na przewlekłe zakażenie. Współistnienie SM z infekcją wirusem Epsteina-Barr sugeruje udział EBV w patogenezie SM przynajmniej u części pacjentów. Nadal spotyka się teorie, że SM może się rozwinąć pod wpływem przewlekłej infekcji krętkami, którą to hipotezę wspiera badania na małych grupach pacjentów, u których z płynu mózgowo-rdzeniowego izolowano postaci przetrwalnikowe bakterii. Z hodowli tych przetrwalników uzyskano krętki. Inną bakterią, której udział w patogenezie SM wysuwano, jest Chlamydophila pneumoniae; DNA tej bakterii izolowano wielokrotnie z płynu mózgowo-rdzeniowego pacjentów z SM, a w jednym badaniu udowodniono, że prążki oligoklonalne u 14 z 17 przebadanych pacjentów w istocie składały się z przeciwciał skierowanych przeciwko antygenom Chlamydophila.
Silny stres też może być czynnikiem ryzyka SM. Badanie przeprowadzone w Danii wykazało, że rodzice którzy przeżyli nagłą śmierć dziecka mieli 50% większe ryzyko zachorowania na SM. Palenie tytoniu może być niezależnym czynnikiem ryzyka stwardnienia rozsianego.

### Czynniki genetyczne
SM nie jest uważane za chorobę dziedziczną. Gromadzone są jednak dowody na udział czynników genetycznych w predyspozycji do zachorowania na tę chorobę.
W niektórych populacjach (Romowie, Inuici, Bantu) zachorowania na SM występują rzadko. Zapadalność na SM u Indian i Azjatów również jest niska.
U bliźniąt jednojajowych prawdopodobieństwo wystąpienia SM u drugiego z bliźniąt jeśli pierwsze choruje wynosi około 30%, u bliźniąt dwujajowych prawdopodobieństwo zachorowania obojga jest bliższe temu występującemu u dwójki niebliźniaczego rodzeństwa i wynosi około 4%. Fakt niestuprocentowego występowania choroby u bliźniąt jednojajowych sugeruje, że czynniki genetyczne mają ograniczone znaczenie w predyspozycji do choroby. Należy brać pod uwagę, że mogą tu odgrywać rolę czynniki środowiskowe, wspólne dla wychowujących się razem bliźniąt, a także że możliwy jest bezobjawowy przebieg choroby przez dłuższy okres życia.
Geny wrażliwości i oporności (z ang. multiple sclerosis suscebility genes) – kolejne doniesienia, iż w rozwój SM zaangażowanych jest więcej niż jeden gen pochodzą z badań u rodzin, w których więcej niż jeden członek chorował na SM. W wielu badaniach wykazano, iż pacjenci z SM dziedziczą pewne regiony genów częściej niż ogólna populacja. Szczególnym zainteresowaniem badaczy cieszy się region chromosomu 6, w którym znajdują się geny głównego układu zgodności tkankowej (HLA). Kodowane tam białka są istotnymi dla funkcjonowania układu odpornościowego.
Uważa się, że być może pewien zestaw HLA może mieć działanie selekcjonujące do 15 roku życia – tzn. może uwrażliwiać lub uodparniać organizm przed określonymi zakażeniami wirusowymi, bowiem układ HLA może odpowiadać za obecność receptorów i przeciwciał przeciw antygenom wirusowym. Poza tymi białkami w regionie tym są kodowane także inne proteiny niezwiązane z układem odpornościowym.
Antygeny HLA u pacjentów z SM różnią się u chorych. Badania w północnej Europie i Ameryce wykazały istnienie trzech antygenów HLA częstszych w SM niż w populacji ogólnej. Badania w USA dowiodły także, że często u chorych stwierdza się więcej niż jeden z tych trzech antygenów HLA. Istnieją przesłanki ku temu, by przypuszczać, że układ HLA koreluje z przebiegiem choroby.
Duże badanie na 334 923 polimorfizmach pojedynczego nukleotydu (SNP) u 931 rodzin wykazało, że poza HLA-DRA są dwa geny, których SNP mogą predysponować do SM. Są to geny IL2RA (kodującego podjednostkę receptora IL-2) i IL7RA (podjednostki receptora IL-7). Mutacje w tych genach już wcześniej powiązano z cukrzycą typu 1 i innymi chorobami autoimmunologicznymi; potwierdzałoby to autoimmunologiczny charakter SM.
Badania nad rodzinnymi przypadkami SM i badania porównujące ekspresję genów u ludzi z SM i u myszy z EAE (experimental autoimmune encephalitis) sugerują, że inne locus związane z predyspozycją do SM znajduje się na chromosomie 5. Inne loci na chromosomach 2, 3, 7, 11, 17, 19 i X zostały wskazane jako potencjalne loci genów biorących udział w patogenezie schorzenia.
Badania te umacniają teorię o wieloczynnikowej etiologii SM. Rozwój choroby wydaje się zależeć od interakcji szeregu genów, z których każdy osobno ma raczej niewielki wpływ na rozwój SM. Dalsze badania są konieczne, by określić jakie geny znajdują się we wskazanych loci, jaka jest ich funkcja, i w jaki sposób zależności tych genów i czynników środowiskowych prowadzą do rozwoju choroby.

## Uznane metody leczenia
Nie ma leku, który pozwoliłby na całkowite zatrzymanie postępu choroby i wyleczenie, jednak dostępnych jest wiele metod leczniczych, które mogą być pomocne. Terapie są zróżnicowane w zależności od typu choroby i występujących objawów. Leczenie pozwala odzyskać funkcje utracone w wyniku rzutu choroby oraz zwolnić rozwój choroby.
Poniższe terapie modyfikujące przebieg choroby zostały zatwierdzone przez zajmujące się tym organizacje, takie jak amerykańska FDA, europejska EMA czy japońska PMDA.
- Interferony:

Pochodne ludzkich cytokin, które biorą udział w odpowiedzi odpornościowej.
Interferon beta-1a: (nazwy handlowe: Avonex, Rebif, CinnoVex).
beta-1b: (nazwy handlowe: Betaseron [w Europie i Japonii Betaferon], Extavia). Betaseron został dopuszczony przez FDA do leczenia rzutowo-remisyjnej wtórnie postępującej postaci SM.
- Octan glatirameru: (nazwa handlowa: Copaxone)

Syntetyczny peptyd utworzony z reszt czterech aminokwasów, występujących także w mielinie. Glatiramer stymuluje komórki T supresorowe, co ogranicza odpowiedź zapalną układu immunologicznego.
- Mitoksantron: (nazwa handlowa: Novantrone).

Skuteczny lek, którego zastosowanie ograniczają poważne działania niepożądane (jest kardiotoksyczny). Novantrone został dopuszczony przez FDA do leczenia wtórnie postępującej rzutowo-remisyjnej i rzutowo-remisyjnej postaci SM
- Fingolimod: (nazwa handlowa Gilenya)

Lek immunosupresyjny stosowany u osób dorosłych w przypadku braku skuteczności interferonu beta. Lek moduluje czynność receptorów 1-fosforanu sfingozyny typu 1 (S1PR1), przez co hamuje migrację limfocytów T z węzłów chłonnych do ośrodkowego układu nerwowego.

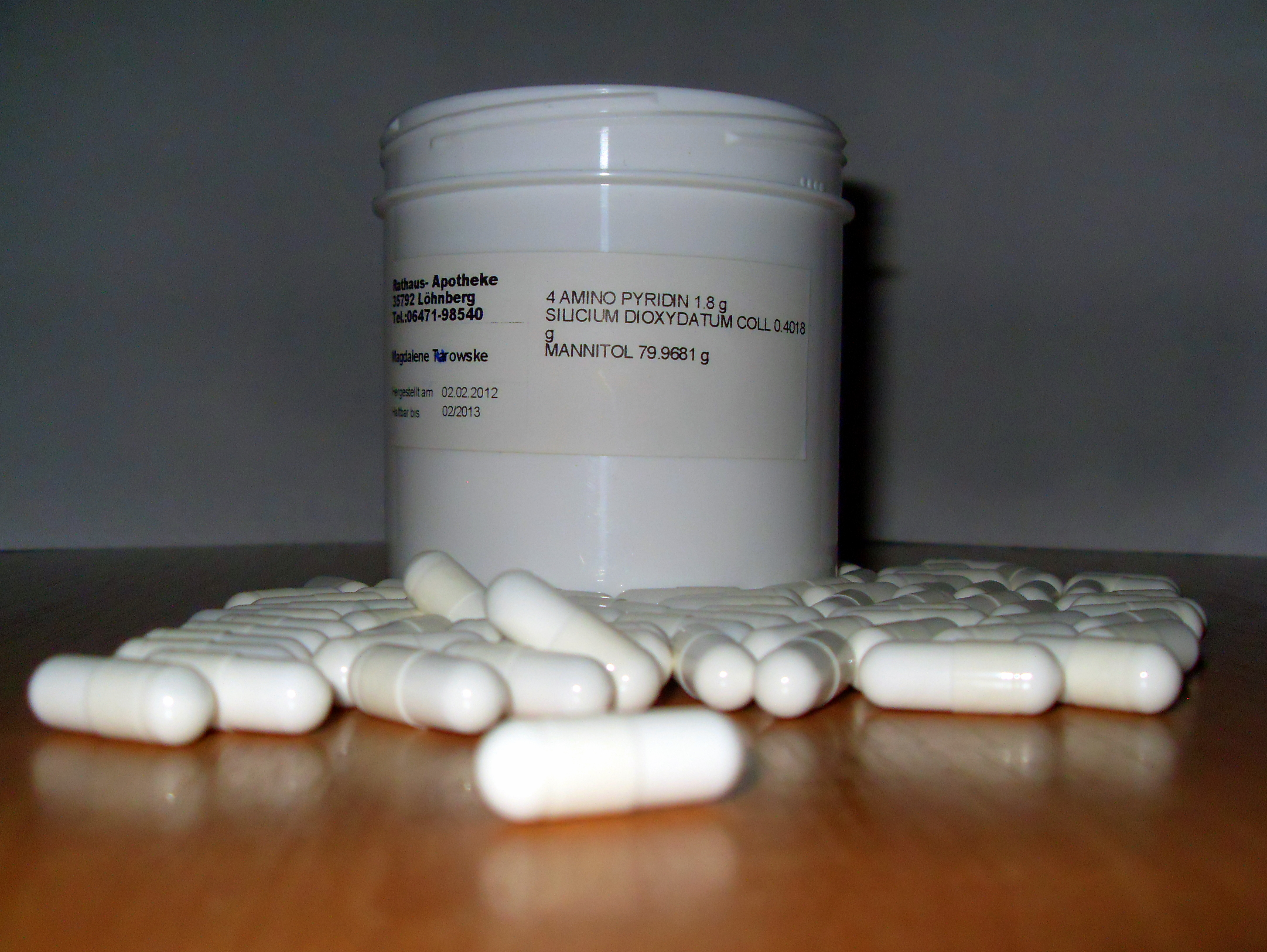
4-Aminopyridina

- Teryflunomid (nazwa handlowa Aubagio)

Środek immunomodulujący o właściwościach przeciwzapalnych, stosowany w leczeniu stwardnienia rozsianego.
- Fumaran dimetylu (nazwa handlowa Tecfidera)[71]

Lek doustny stosowany jako lek pierwszego kontaktu u pacjentów z postacią rzutowo-remisyjną.
- Fampridin (4-aminopyridina, nazwa handlowa Fampyra)

Rzuty postaci rzutowo-remisyjnej też mogą być leczone. Pacjenci zazwyczaj otrzymują duże dawki kortykosteroidów dożylnie, takich jak metyloprednizolon, lub są poddawani plazmaferezie, co pozwala skrócić czas trwania rzutu choroby i ograniczyć następstwa.
Leczenie objawowe w SM obejmuje zwalczanie skutków ubocznych terapii oraz objawów składających się na obraz kliniczny: spastyczności, zaburzeń zwieraczy, niedowładów, niezborności, drżenia, zawrotów głowy, dysfunkcji seksualnej, zespołu zmęczenia, parestezji, bólu przewlekłego i innych.
- w leczeniu spastyczności pomocne są leki: dantrolen, baklofen, diazepam, tyzanidyna, także fizjoterapia, niekiedy toksyna botulinowa
- w leczeniu zaburzeń funkcji pęcherza moczowego pomocne są leki antycholinergiczne, np. oksybutynina (Ditropan), tolterodyna (Detrusitol), prostygmina, pilokarpina, guanetydyna; niektórzy pacjenci wymagają okresowego lub stałego cewnikowania, inni stosują cewniki zewnętrzne; czasem efektywne jest dopęcherzowe podanie kapsaicyny
- w leczeniu drżenia niekiedy skuteczny jest klonazepam
- w bólu napadowym podaje się karbamazepinę lub gabapentynę
- w leczeniu problemów z chodzeniem we wszystkich typach choroby pomocna jest dalfamprydyna (Ampyra)[72].

Stosowane są też tzw. zabiegi CCSVI (udrożnienie żył szyjnych, bądź poprawienie działania zastawek w żyłach szyjnych). Zabieg jest stosunkowo drogi, nie leczy SM, daje jednak u większości pacjentów skokową poprawę jakości życia.

### Leki wysokoefektywne (ang.highly effective treatment, HET)
Nowszą grupę leków stosowanych w terapii stwardnienia rozsianego są tzw. leki wysokoefektywne. Charakteryzują się one większą skutecznościa terapeutyczną w stosunku do klasycznych preparatów stosowanych w SM. Tego typu terapie potrafią znacznie spowolnić, a nawet zahamować dalszy rozwój choroby. Istotnym jest, aby leczenie zostało wdrożone we wczesnym jej etapie, aby maksymalnie ograniczyć uszkodzenia w obrębie układu nerwowego. 
Do leków określanych jako HET zalicza się przede wszystkim przeciwciała monoklonalne, takie jak:
- Natalizumab (nazwa handlowa Tysabri).
Lek skuteczny w monoterapii, w połączeniu z innymi może prowadzić do postępującej wieloogniskowej leukoencefalopatii (PML).

- Alemtuzumab (nazwa handlowa Lemtrada)
Humanizowane przeciwciało monoklonalne wytwarzane metodą rekombinacji DNA i skierowane przeciw glikoproteinie błony komórkowej CD52 o masie 21–28 kD[76].

- Ofatumumab (nazwa handlowa Kesimpta)
- Ocrelizumab (nazwa handlowa Ocrevus)[77]

Lekiem zaliczanym do wysokoefektywnych w leczeniu stwardnienia rozsianego, który nie jest przeciwciałem monoklonalnym jest kladrybina (antagonista puryn).

## Rokowanie
Rokowanie u osób ze stwardnieniem rozsianym zależy od podtypu choroby, a także płci, rasy, wieku, początkowych objawów oraz stopnia niepełnosprawności jaki dana osoba doświadcza. Oczekiwana długość życia osób ze stwardnieniem rozsianym jest już prawie taka sama, jak osób bez tej choroby. Jest to spowodowane głównie poprawieniem metod ograniczania niepełnosprawności, takimi jak fizjoterapia, terapia zajęciowa i logoterapia, w połączeniu z przynoszącym lepsze efekty leczeniem powikłań niepełnosprawności, takich jak zapalenie płuc i infekcje układu moczowego. Pomimo tego, połowa przyczyn śmierci u osób z SM jest bezpośrednio powiązana ze skutkami choroby, a dalsze 15% wynika z samobójstwa.
- Osoby z postępującymi podtypami stwardnienia rozsianego, a w szczególności z postacią pierwotnie postępującą, doświadczają szybszego spadku funkcjonowania. W postaci pierwotnie postępującej stwardnienia rozsianego, wspomagający sprzęt (np. wózki inwalidzkie, balkoniki) jest często konieczny po 6–7 latach. W przypadku postaci rzutowo-remisyjnej średni czas, po którym potrzebny jest taki sprzęt, wynosi 20 lat. Oznacza to, że wiele osób ze stwardnieniem rozsianym nigdy nie potrzebuje wózka inwalidzkiego. W przebiegu rzutowo-remisyjnym występuje również większe upośledzenie poznawcze.
- Im wcześniej w życiu dojdzie do zachorowania na SM, tym wolniej postępuje upośledzenie. Osoby z chorobą rozpoznaną po 50. roku życia mają większe prawdopodobieństwo wystąpienia przewlekłego, postępującego przebiegu, z szybszą progresją niepełnosprawności. Osoby z rozpoznaniem sprzed 35. roku życia mają najlepsze rokowanie. Kobiety mają zwykle lepsze rokowanie niż mężczyźni. Chociaż u osób afrykańskiego pochodzenia SM występuje rzadziej, to choroba częściej rozpoczyna się u nich w starszym wieku i mogą mieć gorsze rokowanie.
- Początkowe objawy upośledzenia widzenia lub zaburzenia czucia, takie jak drętwienie lub mrowienie, są wskaźnikami stosunkowo dobrego rokowania, podczas gdy trudności z chodzeniem i osłabienie są wskaźnikami względnie złego rokowania. Lepsze wyniki są również związane z obecnością tylko jednego objawu na początku, szybkim postępowaniem początkowych objawów i szybką regresją początkowych objawów.
- Stopień niepełnosprawności różni się wśród osób z SM. Ogólnie rzecz biorąc, jedna osoba na trzy będzie nadal zdolna do pracy po 15–20 latach. 15% osób z rozpoznanym SM nigdy nie będzie miało drugiego nawrotu i te osoby po 10 latach mogą być w niewielkim stopniu niepełnosprawne lub nawet zupełnie bez niepełnosprawności[81]. Stopień niepełnosprawności po 5 latach dobrze koreluje ze stopniem niepełnosprawności po 15 latach. Oznacza to, że dwie trzecie ludzi z SM o niskim stopniu niepełnosprawności po 5 latach nie będzie mieć znacznego pogorszenia w ciągu następnych 10 lat. Należy zaznaczyć, że większość z tych wyników została uzyskana przed stosowaniem leków, takich jak interferon, które mogą opóźnić progresję choroby o kilka lat.
- W przybliżeniu u połowy wszystkich pacjentów z SM, oprócz niepełnosprawności fizycznej występuje upośledzenie poznawcze. We wczesnych jego etapach, upośledzenie obejmuje utratę pamięci krótkotrwałej, depresję i labilny afekt. Z czasem, gdy choroba postępuje, upośledzenie może się pogłębiać, doprowadzając do utraty rozumowania dedukcyjnego, a nawet demencji.

Obecnie nie ma klinicznie dostępnych badań laboratoryjnych, które mogłyby przewidzieć rokowanie lub odpowiedź na leczenie. Jednakże zaproponowano kilka obiecujących sposobów podejścia do tej kwestii. Jednym z nich jest oznaczenie dwóch przeciwciał przeciwko glikoproteinie mieliny oligodendrocytów i przeciwciała przeciwko zasadowemu białku mieliny, a także oznaczenie TRAIL (ligandu wywołującego apoptozę, związanego z TNF).

## Epidemiologia
Wysokie ryzyko
     Prawdopodobne wysokie ryzyko
     Niskie ryzyko
     Prawdopodobne niskie ryzyko
     Ryzyko stopniowe
     Inne

Mapa świata, z której wynika, że ryzyko zachorowania na stwardnienie rozsiane wzrasta z większymi odległościami od równika:
Wysokie ryzyko
Prawdopodobne wysokie ryzyko
Niskie ryzyko
Prawdopodobne niskie ryzyko
Ryzyko stopniowe
Inne

Stwardnienie rozsiane występuje na całym świecie, ale z różną częstością. W północnej Europie, kontynentalnej części Ameryki Północnej i Australazji około 1 na 1000 mieszkańców choruje na SM, podczas gdy na półwyspie arabskim, w Azji i kontynentalnej części Ameryki Południowej chorobowość jest znacznie niższa. W Afryce Subsaharyjskiej stwardnienie rozsiane występuje niezwykle rzadko. Zachorowania na stwardnienie rozsiane są rzadsze wśród ludzi mieszkających bliżej równika (z pewnymi wyjątkami). Na półkuli północnej istnieje wzrastający gradient z południa na północ, a na półkuli południowej wzrastający gradient z północy na południe. Czynniki, które rozważa się jako prawdopodobnie mające znaczenie dla tych regionalnych różnic to klimat, dieta, geomagnetyzm, toksyny, ekspozycja na promieniowanie słoneczne, czynniki genetyczne i zakaźne. Czynniki środowiskowe mogą mieć istotne znaczenie dla zachorowań na stwardnienie rozsiane w późniejszym wieku. Jeśli migracja zajdzie po 15–20 roku życia z rejonu częstszego występowania SM do rejonu o rzadszym występowaniu SM, to osoby takie nabywają podatność na zachorowanie typową dla swojego nowego miejsca zamieszkania. Jeśli migracja jest z regionu o rzadszym występowaniu SM to migranci zachowują podatność na SM, ale nie ich dzieci, które przejmują podatność na zachorowanie na stwardnienie rozsiane typową dla nowego regionu.
Stwardnienie rozsiane występuje głównie wśród rasy białej. Chorobowość jest dwudziestokrotnie niższa wśród kanadyjskich Inuitów niż innych Kanadyjczyków żyjących w tym samym regionie. Rzadko występuje także wśród natywnych plemion Ameryki Północnej, australijskich Aborygenów i Maorysów z Nowej Zelandii. Wydaje się, że Szkocja ma najwyższy wskaźnik zachorowań na stwardnienie rozsiane. Przyczyny takiego stanu nie są znane. Te przykłady pokazują, że zarówno podłoże genetyczne, jak i styl życia oraz czynniki kulturowe odgrywają istotne znaczenie w zachorowaniach na stwardnienie rozsiane.
Podobnie jak to zaobserwowano w przypadku wielu chorób autoimmunologicznych, stwardnienie rozsiane występuje częściej wśród kobiet niż mężczyzn, ze średnim stosunkiem odpowiednio 2:1. U dzieci (które rzadko chorują na stwardnienie rozsiane) stosunek zachorowań może osiągać wartość nawet 3:1. Po 50. roku życia stwardnienie rozsiane występuje równie często u kobiet, jak i mężczyzn. Początek objawów przypada najczęściej na 15–40 rok życia; zachorowania rzadko zaczynają się przed 15. i po 60. roku życia.
4% rodzeństwa osób chorych na stwardnienie rozsiane również zachoruje na tę chorobę. Prawie połowa bliźniąt jednojajowych zachoruje na stwardnienie rozsiane i tylko 5% bliźniąt dwujajowych, jeśli drugie z bliźniąt jest chore. Gdy jedno z rodziców jest chore, to każde dziecko jest obciążone ryzykiem zachorowania tylko 2,5%. Są to przykłady potwierdzające znaczenie czynników genetycznych w rozwoju choroby.
Postępy w badaniach nad powiązanymi chorobami pokazały, że w pewnych przypadkach rozpoznanie stwardnienia rozsianego nie było poprawne. W rzeczywistości, wszystkie badania wykonane przed 2004 mogą być obarczone błędem nieodróżnienia zespołu Devica od stwardnienia rozsianego. Błąd może być istotny na pewnych obszarach. Uważa się, że może wynosić 30% w Japonii.

## Stwardnienie rozsiane w kulturze
Niemiecki film propagandowy Oskarżam (1941) Wolfganga Liebeneinera opowiadał o chorym na stwardnienie rozsiane, który chce, aby go zabito ponieważ sam nie jest w stanie tego dokonać.
W filmie Duet for One Julie Andrews gra wiolonczelistkę, której kariera zostaje zniszczona przez chorobę.
W amerykańskim serialu telewizyjnym The West Wing fikcyjna postać prezydenta USA, Josiah Bartlet, choruje na rzutowo-remisyjną postać choroby.
Calista z filmu DreamLand z 2006 roku choruje na SM.
Angielska wiolonczelistka Jacqueline du Pré zmarła na SM w 1987 w wieku 42 lat. Po długiej walce z chorobą straciła zdolność gry na instrumencie z powodu pogorszenia słuchu, koordynacji rąk i czucia w palcach. Jej przypadek przedstawiał film biograficzny z 1998 roku, Hilary and Jackie. Wspomniana sztuka Duet for One również była zainspirowana życiem du Pré.